# アゼルバイジャン語
アゼルバイジャン語（アゼルバイジャン語、Azərbaycanca）あるいはアゼリー語は、トルコ語やトルクメン語と同じテュルク諸語の南西語群（オグズ語群）に属し、アゼルバイジャンの公用語でもある。
イラン北西部にも多くの話者がいる。イランにおいては単にトルコ語と呼ばれることもある。
その他、ジョージアやアルメニア、イラク北部、トルコ、ロシア連邦内のダゲスタン共和国などにも話者が分布している。

## 特徴
膠着語。母音調和を持つ。トルコ語によく似ており、トルコ語話者の中には特に予備知識がなくても会話を概ね理解できた者もいる。語彙や文法においてはロシア語やペルシア語、アラビア語の影響も大きい。トルコ語と異なり言語純化運動が行われなかったため、オスマン語由来の単語や表現も多く残っている。

## 下位分類
主にアゼルバイジャン共和国で話される北部方言と、イランなどで話されている南部方言に大別される。それぞれに多くの下位方言が認められる。

### 北アゼルバイジャン語
話者数は610万人（2007年調査、アゼルバイジャン国内）。

### 南アゼルバイジャン語
話者数は1550万人（2010年調査、イラン国内）。

## 音韻論

### 母音
- 標準アゼルバイジャン語の母音

/i, y, ɯ, u, e, œ, o, æ, ɑ/

### 子音
|          | 唇音 | 唇音 | 歯音/ 歯茎音 | 歯音/ 歯茎音 | 後部歯茎音 | 後部歯茎音 | 硬口蓋音 | 硬口蓋音 | 軟口蓋音 | 軟口蓋音 | 声門音 | 声門音 |
| -------- | ---- | ---- | ------------ | ------------ | ---------- | ---------- | -------- | -------- | -------- | -------- | ------ | ------ |
| 鼻音     | [m]  | [m]  | [n̪]          | [n̪]          |            |            |          |          |          |          |        |        |
| 破裂音   | [p]  | [b]  | [t̪]          | [d̪]          | [t͡ʃ]       | [d͡ʒ]       | [c]      | [ɟ]      | [k]      | [ɡ]      |        |        |
| 摩擦音   | [f]  | [v]  | [s̪]          | [z̪]          | [ʃ]        | [ʒ]        | [ç]      |          | [x]      | [ɣ]      | [h]    |        |
| 接近音   |      |      | [l]          | [l]          |            |            | [j]      | [j]      |          |          |        |        |
| はじき音 |      |      | [ɾ]          | [ɾ]          |            |            |          |          |          |          |        |        |

### アクセント
アクセントは原則として最終音節にある。しかし例外として、地名では第1音節に多く、外来語や副詞には最終音節以外のアクセントもある。

## 表記体系

### 文字体系
同じ言語体系でありながら、歴史的に周辺の諸民族で使われた文字を柔軟あるいは強制的に使用してきた通時的ダイグラフィアが見られる。それまで突厥文字が、続いてアラビア文字が使用されていたが、1929年、アゼルバイジャン共和国はラテン文字による表記を導入し、さらに1940年以降、キリル文字をもとにした正書法に改められたが、1991年に再びラテン文字による新しい正書法が制定された。移行期間を経て、2003年1月にはキリル文字による表記は廃止された。イランでは現在でもアラビア文字を、ダゲスタン共和国ではキリル文字を利用している。
文字の対応は:
キリル字母順による。
ロシア語の文字"Ц, ц"はアゼルバイジャン語では使用しないが、ラテン文字転写する場合は"ts"と表記する。（例：Вице президент (副大統領）→ Vitse prezident)

### 文字の発音
| 大 | 小 | 音価 | IPA  | 読み |
| -- | -- | ---- | ---- | ---- |
| A  | a  | /a/  | [ɑ]  | ア   |
| B  | b  | /b/  | [b]  | ベ   |
| C  | c  | /ǰ/  | [d͡ʒ] | ヂェ |
| Ç  | ç  | /č/  | [t͡ʃ] | チェ |
| D  | d  | /d/  | [d]  | デ   |
| E  | e  | /e/  | [e]  | エ   |
| Ə  | ə  | /ä/  | [æ]  | エ   |
| F  | f  | /f/  | [f]  | フェ |
| G  | g  | /ǵ/  | [ɡ]  | ゲ   |
| Ğ  | ğ  | /ɣ/  | [ɣ]  | ゲ   |
| H  | h  | /h/  | [h]  | ヘ   |
| X  | x  | /x/  | [x]  | ヘ   |
| I  | ı  | /ï/  | [ɯ]  | ウ   |
| İ  | i  | /i/  | [i]  | イ   |
| J  | j  | /ž/  | [ʒ]  | ジェ |
| K  | k  | /k/  | [k]  | ケ   |
| Q  | q  | /g/  | [ɡ]  | ゲ   |
| L  | l  | /l/  | [l]  | レ   |
| M  | m  | /m/  | [m]  | メ   |
| N  | n  | /n/  | [n]  | ネ   |
| O  | o  | /o/  | [ɔ]  | オ   |
| Ö  | ö  | /ö/  | [œ]  | エ   |
| P  | p  | /p/  | [p]  | ペ   |
| R  | r  | /r/  | [ɾ]  | レ   |
| S  | s  | /s/  | [s]  | セ   |
| Ş  | ş  | /š/  | [ʃ]  | シェ |
| T  | t  | /t/  | [t]  | テ   |
| U  | u  | /u/  | [u]  | ウ   |
| Ü  | ü  | /ü/  | [y]  | イ   |
| V  | v  | /v/  | [v]  | ヴェ |
| Y  | y  | /y/  | [j]  | イェ |
| Z  | z  | /z/  | [z]  | ゼ   |

母音は全て短母音だが、外来語には長母音もある。「üə」「əa」は、「əə」と同様、「ə」の長母音として発音する。
語末子音の無声化、語中子音の有声化が起こることがある。
「ğ」トルコ語とは異なり、フランス語のRのように喉の奥から「ゲ」と発音する。
「k」は、後舌母音の「a」「ı」を伴うと、「キャ」「キュ」のような発音になる。
「j」は外来語にのみ現れる。正確な発音は「c」とは異なるが、普通は「c」と同じように発音する。
「q」は後舌母音に結びつき、「ガ」行の子音のように発音する。
アクセントは表記されない。

## 母音調和
アゼルバイジャン語には、a、ə、e、ı、i、o、ö、u、üの9母音があり、下の表のように分類される。
|        |    | 前舌母音 | 前舌母音 | 後舌母音 |
| ------ | -- | -------- | -------- | -------- |
| 非円唇 | 広 | e        | ə        | a        |
| 非円唇 | 狭 | i        | i        | ı        |
| 円唇   | 広 | ö        | ö        | o        |
| 円唇   | 狭 | ü        | ü        | u        |

日本語の前舌、後舌母音のことをアゼルバイジャン語では「細い母音 (incə ünlü)」「太い母音 (qalın ünlü)」という。固有語において原則前舌母音と後舌母音はそれぞれ一語中で共存せず、非円唇母音と円唇母音、広い母音と狭い母音がそれぞれ整然とした対応関係を持つ。
簡単には、「e,əおよび点の付く母音」と「それ以外の（点の付かない）母音」に分け、前者は「ə」で受け、後者は「a」で受けると覚えると分かりやすい。
例えば、時点、地点を表す接尾語（助詞）は「〜də」と「〜da」だが、
- 「2時に」は saat ikidə（「時」「2」「に」）
- 「6時に」は saat altıda（「時」「6」「に」）

のように、直前の母音により使い分ける（dəとdaに意味上の区別はない）。
熟語を形成した単語も、
- 「トルコに」は Türkiyədə（「Türkiyə」は「トルコ」）
- 「ここに」は burada（「bu」は「この」）

となる。
方向を表す「〜に」は「〜ə」と「〜a」、「〜から」は「〜dən」と「〜dan」だが、これらも同様にそれぞれ、
- İzmirə（イズミルに）、İzmirdən（イズミルから）
- Bakıya（バクーに）、Bakıdan（バクーから）

になる。
例外として、方向を表す際、語末が語末が-k と-qの名詞は、格語尾を接尾するときkがyに、qがğに変わる。アゼルバイジャン語はトルコ語と異なり子音表記も母音調和と密接に関わっていることがわかる。
- Çörək（パン）、Çörəyə（パンに）
- Otaq（部屋）、Otağa（部屋に）

## トルコ語との関係
歴史的に、アゼルバイジャン語とトルコ語の話者は比較的簡単にコミュニケーションをとることができた。この一例として、イラン国王のレザ・シャー・パーレビ（アゼルバイジャン語話者）とトルコ共和国大統領ムスタファ・ケマル・アタテュルク（トルコ語話者）による1934年の会談がある。
トルコ語とアゼルバイジャン語の話者は、相互に意思疎通することができるが、ほとんどのアゼルバイジャン人はトルコのメディアによる流行やトレンドにさらされる機会が多いため、トルコ語を理解することはトルコ人がアゼルバイジャン語を理解することよりも優れている傾向がある。また、アゼルバイジャンにはトルコ語学校が数多く存在する。
アゼルバイジャン語はトルコ語と似たような強勢パターンを示すが、いくつかの点ではより単純である。アゼルバイジャン語は、あまり強調されておらず音節タイミングが定められているトルコ語とは異なり、部分的に強調された言語である。
もちろん同じ綴りで同音の単語も多いが、以下の表はアゼルバイジャン語とトルコ語で発音が異なるいくつかの単語があり、両方の言語で同じ意味を表す。
| アゼルバイジャン語 | トルコ語 | 日本語 |
| ------------------ | -------- | ------ |
| ayaqqabı           | ayakkabı | 靴     |
| qardaş             | kardeş   | 兄弟   |
| qaş                | kaş      | 眉毛   |
| qar                | kar      | 雪     |
| daş                | taş      | 石     |
| otaq               | oda      | 部屋   |
| mən                | ben      | 私     |

## 語彙
口語的なもの:
- 'Of' (英語で"Ugh!"に相当する感嘆詞)
- 'Tez Ol' (急げ！)
- 'Tez olun qızlar mədrəsəyə' (少女達よ、学校へ急げ！, 女子教育を推進する際に叫ばれたスローガン)

宗教的なもの
- 暗黙的なもの:
  - 'Aman' ("アーメン")
  - 'Çox şükür' (ありがとうございます)
- 神の名を用いたもの:
  - 'Allah Allah' ("アッラーよありがとうございます")
  - 'Hay Allah'; 'Vallah' （私は神に誓う）
  - 'Çox şükür allahım' (私の神に感謝します)

挨拶:
　はい - いいえ　'Hə (Bəli) - Yox'
　こんにちは　'Salam'
　ありがとう　 'Sağol',  'Sağolun'（丁寧）
　おはようございます　'Sabahınız xeyir'
　Good Afternoon　'Günortanız xeyir'
　こんばんは　'Axşamınız xeyir'
数字:
| アラビア数字 | 単語   | アラビア数字 | 単語   | アラビア数字      | 単語        |
| ------------ | ------ | ------------ | ------ | ----------------- | ----------- |
| 0            | sıfır  |              |        | 100               | yüz         |
| 1            | bir    | 10           | on     | 1,000             | min         |
| 2            | iki    | 20           | iyirmi | 1,000,000         | bir milyon  |
| 3            | üç     | 30           | otuz   | 1,000,000,000     | bir bilyon  |
| 4            | dörd   | 40           | qırx   | 1,000,000,000,000 | bir trilyon |
| 5            | beş    | 50           | əlli   |                   |             |
| 6            | altı   | 60           | altmış |                   |             |
| 7            | yeddi  | 70           | yetmiş |                   |             |
| 8            | səkkiz | 80           | səksən |                   |             |
| 9            | doqquz | 90           | doxsan |                   |             |

| 月   | アゼルバイジャン語 | ロシア語（参考） | トルコ語（参考） |
| ---- | ------------------ | ---------------- | ---------------- |
| 1月  | yanvar             | январь           | ocak             |
| 2月  | fevrar             | феврарь          | şubat            |
| 3月  | mart               | март             | mart             |
| 4月  | aprel              | апрель           | nisan            |
| 5月  | may                | май              | mayıs            |
| 6月  | iyun               | июнь             | haziran          |
| 7月  | iyul               | июль             | temmuz           |
| 8月  | avqust             | август           | ağustos          |
| 9月  | sentyabr           | сентябрь         | eylül            |
| 10月 | oktyabr            | октябрь          | ekim             |
| 11月 | noyabr             | ноябрь           | kasım            |
| 12月 | dekabr             | декабрь          | aralık           |